# ТВ Буквар
„ТВ Буквар” је југословенска телевизијска серија снимљена 1968. године у продукцији Телевизије Београд.

## Епизоде
| Сезона | Епизода | Назив          | Датум              |
| ------ | ------- | -------------- | ------------------ |
| 1      | 1       | Говор и реци   | 8.децембра 1968.   |
| 1      | 2       | И, е, а, о, у  | 15.децембра 1968.  |
| 1      | 3       | П, к, б, т     | 22.децембра 1968.  |
| 1      | 4       | Д, г, ц, ч     | 29.децембра 1968.  |
| 1      | 5       | Ђ, ћ, џ, ф     | 5. јануара 1969.   |
| 1      | 6       | В, с, з, ш     | 12. јануара 1969.  |
| 1      | 7       | Ж, х, ј, п     | 19. јануара 1969.  |
| 1      | 8       | М, н, њ        | 26. јануара 1969.  |
| 1      | 9       | К, л, љ        | 2. фебруара 1969.  |
| 1      | 10      | Штампана слова | 16. фебруара 1969. |
| 1      | 11      | Писана слова   | 23. фебруара 1969. |
| 1      | 12      | Писана слова 2 | 2. марта 1969.     |

## Улоге
| Глумац                 | Улога                                      |
| ---------------------- | ------------------------------------------ |
| Мира Ступица           | Кика Бибић (12 еп. 1968-1969)              |
| Бранко Плеша           | Ика Пејић (12 еп. 1968-1969)               |
| Оливера Марковић       | Биса Пејић (12 еп. 1968-1969)              |
| Северин Бијелић        | Дика Пајић (12 еп. 1968-1969)              |
| Снежана Никшић         | Боба Пејић (12 еп. 1968-1969)              |
| Гојко Шантић           | Буда Ђокић (12 еп. 1968-1969)              |
| Душан Ђурић            | Милорадовић из Обреновца (5 еп. 1968-1969) |
| Драгомир Бојанић Гидра | Мика Којић фактор (5 еп. 1969)             |
| Бранка Веселиновић     | Трафиканткиња (4 еп. 1968-1969)            |
| Марија Драговић        | Мара Радовић (3 еп. 1969)                  |
| Љиљана Марковић        | Тв спикер (3 еп. 1969)                     |
| Богосава Никшић        | Госпава Ристић (3 еп. 1969)                |
| Ева Рас                | Микина жена Изабела (3 еп. 1969)           |
| Србољуб Милин          | Поштар (1 еп. 1968)                        |
| Љубица Јанићијевић     | Помоћница (1 еп. 1969)                     |
| Каменко Катић          | Водитељ (1 еп. 1969)                       |
| Зоран Ратковић         | Кројач (1 еп. 1969)                        |
| Никола Симић           | Друг Јешић (1 еп. 1969)                    |
| Миливоје Мића Томић    | Очни лекар (1 еп. 1969)                    |
| Вук Бабић              | Матичар (непознат број епизода)            |
| Мира Пеић              | Другарица Јешић (непознат број епизода)    |
| Бојан Ступица          | Одборник (непознат број епизода)           |
| Растко Тадић           | Кицош (непознат број епизода)              |

Комплетна ТВ екипа  ▼
| Редитељ                   | Вук Бабић           | (12 еп. 1968—1969)                         |
| Сценариста                | Александар Поповић  | (12 еп. 1968—1969)                         |
| Директор фотографије      | Војислав Лукић      | (12 еп. 1968—1969)                         |
| Mонтажер                  | Вуксан Луковац      | (12 еп. 1968—1969)                         |
| Mонтажер                  | Јелена Генчић       | (1 еп. 1968)                               |
| Mонтажер                  | Емилија Марковић    | (непознат број епизода)                    |
| Сценограф                 | Драгољуб Лазаревић  | (12 еп. 1968—1969)                         |
| Уметнички директор        | Јован Радић         | (12 еп. 1968—1969)                         |
| Костимограф               | Јелисавета Гобецки  | (12 еп. 1968—1969)                         |
| Менаџер продукције        | Оливера Павић       | директор филма (12 еп. 1968—1969)          |
| Менаџер продукције        | Александар Крстић   | вођа снимања (2 еп. 1968)                  |
| Помоћник режије           | Ратко Илић          | помоћник редитеља (12 еп. 1968—1969)       |
| Одсек за звук             | Божидар Кнежевић    | микроман (2 еп. 1968)                      |
| Одсек за звук             | Рифат Сеферовиц     | тон мајстор (2 еп. 1968)                   |
| Одсек за звук             | Бошко Николић       | миксер звука (1 еп. 1968)                  |
| Одсек за звук             | Славко Симић        | тон мајстор (1 еп. 1968)                   |
| Одсек за звук             | Драган Слободановић | микроман (1 еп. 1968)                      |
| Одсек за камеру и расвету | Предраг Тодоровић   | први асистент сниматеља (12 еп. 1968—1969) |
| Одсек за камеру и расвету | Славко Алексијевић  | пратилац камере (2 еп. 1968)               |
| Одсек за камеру и расвету | Јован Чедић         | вођа расвете (2 еп. 1968)                  |
| Одсек за камеру и расвету | Велимир Инован      | сниматељ (2 еп. 1968)                      |
| Одсек за камеру и расвету | Милоје Лазић        | пратилац камере (2 еп. 1968)               |
| Одсек за камеру и расвету | Милан Павловић      | пратилац камере (2 еп. 1968)               |
| Одсек за камеру и расвету | Милан Стефановић    | пратилац камере (2 еп. 1968)               |
| Одсек за камеру и расвету | Драган Ђорђевић     | вођа расвете (1 еп. 1968)                  |
| Одсек за камеру и расвету | Љубомир Јелић       | сниматељ (1 еп. 1968)                      |
| Одсек за монтажу          | Владимир Митровић   | видео миксер (2 еп. 1968)                  |
| Одсек за монтажу          | Зоран Ковачевић     | видео миксер (1 еп. 1968)                  |
| Музички одсек             | Живко Димитријевић  | музички саеадник (непознат број епизода)   |
| Остала екипа              | Бранивој Ђорђевић   | лектор (12 еп. 1968—1969)                  |
| Остала екипа              | Тихомир Продановић  | технички консултант (1 еп. 1968)           |
| Остала екипа              | Ружица Варда        | секретар режије (непознат број епизода)    |